# Guerre anglo-scozzesi
Le guerre anglo-scozzesi furono una serie di conflitti combattuti tra il Regno d'Inghilterra ed il Regno di Scozia tra il XIII ed il XVII secolo.
Gli scontri, quasi sempre provocati o connaturatisi come scorribande di confine tra soldataglie dei due paesi contendenti, avvennero sempre in occasione di problemi sociopolitici interni al regno scozzese o inglese, in una generale condizione di "saprofagia politica" o per motivi legati a differenze religiose. Questa generale condizione di instabilità dei territori settentrionali delle isole britanniche, costante dopo le guerre di indipendenza scozzesi ed enfatizzatasi nel corso del XV secolo a causa della guerra delle due rose, venne risolta solo dall'unificazione di Scozia ed Inghilterra sotto lo scettro della Dinastia Stuart nel 1603 (prima erano stati regni indipendenti l'uno dall'altro, pur con tentativi inglesi di annettere con varie motivazioni, la Scozia). Una recrudescenza degli scontri riprese a metà del XVII secolo quando il Commonwealth di Oliver Cromwell si pose l'obbiettivo di invadere la Scozia per schiacciare la locale resistenza filo-stuartiana al governo inglese, sottomissione che perdurò sino alla sua morte. L'ascesa di Carlo II ai troni di Scozia ed Inghilterra pacificò gli animi.

## Premesse
L'inimicizia tra Scozia e Inghilterra ha radici molto profonde e radicate nella storia di entrambi i paesi. I primi scontri risalgono addirittura al VI secolo d.C. quando la Nortumbria entrò in conflitto coi Pitti nel tentativo di espandersi verso nord.
Al 596 risale la battaglia di Raith nella quale gli angli sconfissero gli scoti, i bretoni e i pitti comandati da re Áedán mac Gabráin di Dál Riata. Nel 603	si ebbe la battaglia di Degsastan nella quale il regno inglese di Bernicia ed il regno di Dál Riata sotto la guida di re Áedán mac Gabráin entrarono nuovamente in conflitto.
I northumbriani ebbero nuovamente la meglio nel 671 nella battaglia dei due fiumi quando Ecgfrith sconfisse i Pitti, i quali si rivalsero nel 685 con la battaglia di Dunnichen sotto la guida di re Bridei Mac Bili. Quest'ultima sconfitta pose fine al dominio della Nortumbria nella Britannia settentrionale e decretò de facto l'indipendenza scozzese.
Con l'alto medioevo ripresero gli scontri tra i due paesi: nel 937 si ebbe la battaglia di Brunanburh che risultò un'importante vittoria degli anglosassoni sulle armate combinate dei regni di Scozia, Dublino e Strathclyde coalizzati insieme.
Malcolm II di Scozia, nel 1016/1018, batté l'anglosassone Eadwulf Cudel di Bernicia, ma Malcom III di Scozia ebbe la peggio nel 1093	nella battaglia di Alnwick, venendo ucciso da una serie di cavalieri guidati da Robert de Mowbray e demoralizzando il suo esercito. Gli scozzesi trionfarono sugli inglesi nella battaglia di Clitheroe nel 1138 e nuovamente nella battaglia dello Standard. Nel 1174, nel corso della battaglia di Alnwick, Guglielmo I di Scozia venne catturato da una piccola forza inglese guidata da Ranulf de Glanvill.

## La prima guerra d'indipendenza scozzese
Dopo che il re inglese Edoardo I ebbe sconfitto ed occupato la Scozia nell'ennesimo conflitto armato tra i due paesi nel 1296, depose il re John Balliol, il quale dal 1297 organizzò una ribellione contro il dominio inglese. In diverse campagne militari, gli inglesi riuscirono a spezzare la resistenza scozzese tenendola in scacco sino al 1304. All'inizio del 1306, tuttavia, Robert Bruce riuscì a guidare una nuova ribellione contro gli inglesi assurgendo al titolo di re di Scozia. Favorito dalla morte di Edoardo I, riuscì a conquistare quasi tutta la Scozia e nel 1314 finalmente riuscì a sconfiggere Edoardo II nella battaglia di Bannockburn. Gli inglesi si rifiutarono di riconoscere Robert Bruce quale nuovo sovrano di Scozia e per questo il conflitto continuò tra i due regni con alterne fortune. Si trattò ancora una volta perlopiù di incursioni di confine tra la Scozia meridionale e l'Inghilterra settentrionale. Nel 1323 venne concluso un armistizio. Edoardo II venne deposto, ma i conflitti tra Inghilterra e Scozia ripresero nel 1327, per poi concludersi con la pace del 1328.

## La seconda guerra d'indipendenza scozzese
I conflitti tra Inghilterra e Scozia ripresero nel 1332 quando si inaugurò la seconda guerra d'indipendenza scozzese. Il trattato di Edimburgo-Northampton col quale si era concluso il primo conflitto non venne mai realmente accettato dagli inglesi che avevano supportato segretamente un gruppo di nobili scozzesi insoddisfatti della situazione nel regno del nord, i quali si sentivano defraudati dei loro diritti sulle terre in Scozia. Uno di questi fu Edward Balliol, figlio dell'ex sovrano scozzese, il quale richiese le terre dei suoi antenati e per questo invase la Scozia autoproclamandosi re degli Scoti col supporto di Edoardo III d'Inghilterra. Sul trono di Scozia sedeva però già re Davide II e ne derivarono pertanto una guerra di successione e una guerra civile insieme, in quanto gli scozzesi ancora una volta si divisero, chi a favore di Davide II, chi a favore di Edward Balliol. In questa situazione complessa, re Davide II venne costretto a ricorrere alla "Auld Alliance" con Filippo VI di Francia che gli assicurò il suo supporto militare, ottenendo però il privilegio di imporre dei tutori di propria scelta per il futuro re Robert Stuart, il quale successivamente venne catturato dagli inglesi e decise le sorti della seconda parte della seconda guerra d'indipendenza scozzese.
La Guerra dei cent'anni che si inserì in questo conflitto contrapponendo ancora più pesantemente Inghilterra e Francia, diminuì ovviamente il supporto che i francesi potevano tributare agli scozzesi in battaglia. Dopo diversi decenni, la guerra terminò con la firma del trattato di Berwick nel 1357. Balliol aveva già rinunciato ai propri diritti sulla corona scozzese in favore di Edoardo III, ma gli scozzesi riuscirono infine ad avere la meglio ed a vedersi assicurata l'indipendenza.

## Il XIV ed il XV secolo
Le scaramucce di confine tra il Regno di Scozia ed il Regno d'Inghilterra, nel XIV secolo, erano state chiuse dalla significativa vittoria degli scozzesi nella Battaglia di Otterburn (agosto 1388), scontro che aveva gettato le basi per la supremazia del clan Douglas in seno al consiglio di Edimburgo. Le ostilità tra i due regni ripresero apertamente solo un ventennio dopo.

## Il XVI secolo

### La campagna di Flodden
L'Inghilterra di Enrico VIII aveva dichiarato guerra alla Francia nel 1512 (come parte di un conflitto più ampio noto come Guerra della lega di Cambrai). Giacomo IV di Scozia aveva per tutta risposta invaso l'Inghilterra nel rispetto della sua alleanza tradizionale con la Francia (anche per aver sposato la sorella di Enrico II di Francia, Margherita). Nel 1513, dopo alcuni raid preliminari di confine, l'esercito di Giacomo condusse un'invasione su più vasta scala. La sua artiglieria riuscì velocemente a sottomettere diversi forti inglesi come Norham e Wark. L'esercito inglese, comandato dal conte di Surrey, cercò di aprirsi una via verso la Scozia a nord. Ne risultò la disastrosa battaglia di Flodden dove Giacomo IV venne ucciso assieme a molti nobili scozzesi.

### 1514–1523
Giacomo V di Scozia era un bambino di appena un anno alla morte di suo padre. Sorsero quindi varie fazioni tra i nobili scozzesi a contendersi il potere della Corona e la custodia del giovane re. Mentre Enrico VIII incoraggiava segretamente alcuni di essi, l'esercito ed alcune famiglie inglesi presero a razziare la parte meridionale della Scozia per mantenere costante la pressione sulle autorità scozzesi.
Dopo che la fazione comandata dal conte di Angus riuscì ad avere la meglio, si restaurarono delle relazioni pacifiche ma temporanee tra Scozia e Inghilterra.

### La campagna di Solway Moss
Quando Giacomo V assunse l'età adatta per ottenere la corona autonomamente, si liberò della fazione del conte di Angus e rinnovò la Auld Alliance che per i due secoli precedenti il suo regno aveva sottoscritto con la Francia. Egli sposò dapprima Maddalena di Valois, figlia di Francesco I di Francia, e quando questa morì di tubercolosi alcuni mesi dopo, si risposò con Maria di Guisa. Le tensioni tra Inghilterra e Scozia si acuirono nuovamente; agli occhi degli scozzesi, non solo Enrico VIII aveva rotto con la chiesa cattolica proclamando l'anglicanesimo, ma si era imbarcato nella dissoluzione dei monasteri inglesi, privando quindi la chiesa inglese dei suoi sostentamenti. Da Roma, personaggi potenti come il cardinale David Beaton appoggiarono appieno la politica di Giacomo V.
La guerra scoppiò nuovamente nel 1541. Ancora una volta vi furono delle schermaglie di confine, ma quando Giacomo si risolse ad inviare il grosso del suo esercito in Inghilterra, la sua leadership era ormai troppo debole e divisa al suo interno che subì una pesante sconfitta nel corso della battaglia di Solway Moss.

### Il "brutale corteggiamento"
Giacomo V morì poco dopo la sconfitta. Ancora una volta il re suo successore era poco più che un infante e questa volta fu Maria Stuarda ad essere nominata al ruolo di reggente. Enrico tentò di dividere ancora una volta la Scozia al suo interno e si assicurò che Maria sposasse suo figlio Edoardo in quello che divenne noto come il "brutale corteggiamento". Quando il cardinale Beaton ottenne una notevole influenzasul governo scozzese e sottoscrisse nuovamente l'alleanza con la Francia, Enrico VIII reagì inviando nel 1544 il proprio esercito sotto il comando del conte di Hertford (zio di Edoardo) a devastare il confine meridionale scozzese, con l'idea di indurre un'inversione di rotta nella politica locale. La campagna continuò anche nell'anno successivo, ma le fazioni scozzesi riuscirono a riconciliarsi tra loro ed a vincere la battaglia di Ancrum Moor, che fermò almeno temporaneamente gli attacchi degli inglesi.
Enrico VIII morì nel 1547. Hertford, ora divenuto lord protettore e duca di Somerset, riprese i tentativi di forzare un'alleanza con la Scozia e di imporre l'anglicanesimo anche nel territorio a nord. Riuscì a vincere la battaglia di Pinkie ma Maria venne rapita dai francesi ed affidata in custodia al delfino Francesco di Francia. Le lotte proseguirono con la Francia che continuò ad assistere gli scozzesi. Senza la pace, coi continui costi per la guerra, il regime del duca di Somerset non poté avere successo e per questo venne scalzato e poi giustiziato.

### L'ultima parte del Cinquecento
Quella di Pinkie Cleugh fu l'ultima battaglia alla picca tra Inghilterra e Scozia prima dell'unione delle due corone nel 1603. Beaton venne assassinato nel 1546, e si aprirono nuove contrapposizioni e conflitti all'epoca di Maria I, spianati dall'arrivo al trono di sua sorella Elisabetta I che seppe riportare stabilità.
La Scozia rimase ad ogni modo divisa al suo interno sul tema religioso. Le fazioni cattoliche guidate dalla regina madre Maria di Guisa, continuavano a tenere il controllo di Leith e di Edimburgo, ma Elisabetta riuscì a tener loro testa con l'appoggio della fazione protestante utilizzando la propria flotta per bloccare i rifornimenti e gli aiuti militari provenienti dalla Francia.
Nell'ultima parte del XVI secolo, divenne sempre più chiara la possibilità che Giacomo VI di Scozia, cresciuto in fede protestante ed unico erede del trono scozzese, sarebbe stato chiamato a succedere anche al trono inglese una volta morta la regina Elisabetta.

## L'invasione della Scozia nell'ambito della guerra dei tre regni
Nel 1650 il Commonwealth inglese decise di invadere la Scozia con un'incursione preventiva, per evitare che l'esiliato Carlo II potesse invadere l'Inghilterra servendosi dell'appoggio dell'esercito scozzese rimastogli fedele.
Oliver Cromwell prese il diretto comando delle operazioni d'invasione della Scozia. Gli scozzesi, sotto la guida di David Leslie, indietreggiarono sino a Edimburgo e si rifiutarono di combattere. Dopo un mese di manovre, Cromwell inaspettatamente riuscì a sconfiggere gli scozzesi in maniera pesante appena fuori Dunbar in un attacco notturno il 3 settembre. I sopravvissuti abbandonarono Edimburgo e si ritirarono a Stirling. Gli inglesi pur assicurandosi le posizioni, non riuscirono a procedere oltre Stirling. Il 20 luglio venne combattuta la battaglia di Inverkeithing che privò gli scozzesi dei loro rifornimenti.
Carlo II, credendo che l'unica alternativa plausibile allo scontro fosse la resa, decise di invadere l'Inghilterra in agosto di quello stesso anno. Cromwell sconfisse nuovamente gli scozzesi nella battaglia di Worcester e li sconfisse definitivamente. Carlo II fu tra i pochi a riuscire a fuggire. Il governo scozzese venne disciolto e assorbito direttamente nel Commonwealth inglese, con Cromwell quale Lord Protettore. Dopo la sua morte ed ulteriori combattimenti, Carlo II venne proclamato re d'Inghilterra il 23 aprile 1661, dodici anni dopo essere stato incoronato re di Scozia, completando così la restaurazione Stuart.